# 維新旋風
維新旋風（いしんせんぷう）とは、 政治家・橋下徹が創設した政党（大阪維新の会等）の候補が選挙でよい結果が出る時に使用される言葉。コートテール現象について使用されることがある。

## 選挙

### 2011年地方選挙
2011年の統一地方選挙で、大阪維新の会が大阪の地方議会議員選挙で擁立したのは大半が新人候補ながら既成政党の現職候補を次々と破り、大阪府議会議員選挙では府議会過半数、大阪市議会議員選挙と堺市議会選挙で市議会第一党を獲得した。

### 2014年衆議院総選挙
2014年衆議院議員総選挙では、維新の党は大阪府内の政党別比例票でトップの114万票を獲得した。そこで橋下徹大阪市長と松井一郎大阪府知事が東京都新宿区信濃町の創価学会本部に行って交渉した後に、創価学会は公明党の大阪府本部の幹部らを呼び寄せて大阪都構想の住民投票までは認めることを要請した。公明党の大阪府議団と大阪市議団も折れる形で、大阪府議会と大阪市議会で大阪都構想の住民投票を認める議決に賛成した（住民投票の結果は否決）。

### 2019年統一地方選挙
2回目の大阪都構想を目指し大阪府議会と大阪市議会での議論が行き詰まっていた中で、出直し選挙規定を避けるために2019年4月への統一地方選挙の投票日に合わせるために松井一郎大阪府知事が大阪市長選挙に吉村洋文大阪市長が大阪府知事選挙にそれぞれ辞任した上で鞍替え立候補をする「出直しクロス選挙」が行われ、大阪市では大阪府知事選挙・大阪市長選挙・大阪府議会議員選挙・大阪市議会議員選挙が行われ、首長選挙と同日による投票率増加もあって大阪府議会議員選挙と大阪市議会選挙でも大阪維新の会は票を伸ばし、改選前より大幅に議席を増やすことに成功した。その結果、公明党の大阪府議団と大阪市議団も折れる形で、大阪府議会と大阪市議会で大阪都構想の2回目の住民投票を認める議決に賛成した（住民投票の結果は否決）。

### 2021年衆議院総選挙
2014年衆議院議員総選挙では、日本維新の会は大阪府内の選挙区では擁立しなかった4つの公明選挙区を除く15小選挙区の全てで当選し、兵庫県の選挙区でも1つの選挙区で小選挙区の当選者を出した。

### 2023年統一地方選挙
2023年の統一地方選挙では、大阪維新の会は「大阪市議会単独過半数」、日本維新の会は「地方議員600人以上」を掲げて選挙戦に臨み、大阪市議会単独過半数や選挙後の非改選を含めた地方議員が774人となり、目標を達成した。

## その他
- 維新の創設者である橋下徹は最初に立候補を表明した2008年大阪府知事選挙では選挙告示日である1月10日の最初の演説と選挙期間最終日である1月26日の最後の演説に「ミナミの玄関」である南海電鉄難波駅近くのなんば高島屋（南海ビルディング）の前で行った。その後、橋下の創設した維新にとって、なんば高島屋前は数々の選挙や住民投票等の重要な局面で公示日・告示日の冒頭演説や選挙期間最終日、投票日前日の最終演説を行うなどし、維新支持者から「聖地」として注目されていた[8]。
なんば高島屋前の演説は難波駅前の空間再編事業による通行止め規制（2022年11月8日から規制開始）に伴って、第26回参議院議員通常選挙は選挙期間最終日である2022年7月9日の演説が最後となった。